# Aluk Todolo
Aluk Todolo est un groupe français, originaire de Grenoble. Il est formé en 2004, par Antoine Hadjioannou (batterie), Matthieu Canaguier (basse) et Shantidas Riedacker (guitare). Le nom Aluk Todolo vient d'une région montagneuse du sud de l'île de Sulawesi en Indonésie, il peut être traduit par « la voie des ancêtres » ou « les anciennes croyances ». Il désigne un culte animiste pré-chrétien survivant dans cette région du monde.
Depuis ses débuts Aluk Todolo se produit régulièrement sur scène, en France comme à l'étranger. Leurs concerts sont éclairés par une ampoule unique, reliée au signal de la guitare.

## Biographie

### Débuts (2004–2006)
Aluk Todolo est formé en 2004 à Grenoble par Antoine Hadjioannou (batterie), Matthieu Canaguier (basse) et Shantidas Riedacker (guitare). Leur premier disque est un 45 tours intitulé Aluk Todolo sorti en 2006, édité par le label américain Public Guilt. Il contient deux morceaux dont les titres sont des symboles ésotériques.
Leur premier album, Descension, est publié en 2007, toujours sur Public Guilt en version CD, puis en vinyle sur le label anglais Riot Season. L'album est enregistré dans la Elders Cave, une grotte dans les Alpes. 

### Finsternis(2007–2011)
En 2009 sort Finsternis, deuxième album du groupe, sur le label américain Utech Records, dans la série URSK, qui comprend une dizaine de disques dont les pochettes sont toutes réalisées par le peintre Stephen Kasner. Ce disque est constitué d'un seul morceau divisé en cinq pistes. Il sera plus tard réédité, avec une pochette différente, cette fois ci réalisée par le groupe. 
Le groupe participe au split intitulé On the Powers of the Sphinx, édité par The Ajna Offensive en 2010, avec le titre To Keep Silent. Aluk Todolo fait paraître ensuite un live en K7, enregistré lors d'un concert à New York le 1er octobre 2009, lors du festival WFMU, soir où le groupe ouvre pour Faust. Cette même année sont également publiés : un album en collaboration avec le groupe Der Blutharsh and the inifinite church of the leading hand, sorti sur le label WKN, ainsi qu'un vinyle 10 pouces Ordre, tiré des mêmes sessions d'enregistrement que Descension, et édité par The Ajna Offensive.

### Occult RocketVoix(depuis 2012)
En 2012 paraît Occult Rock, un double-album contenant huit morceaux, dont certains sont des réinterprétations d'anciennes compositions. Le disque est enregistré au Drudenhaus studio et publié par The Ajna Offensive pour les États-Unis, et NoEvDia pour l'Europe,.
Voix, quatrième album du groupe, sort en 2016,. De nouveau enregistré au Drudenhaus Studio, et édité par les mêmes labels, the Ajna Offensive et NoEvDia, le disque est constitué d'une seule pièce d'environ 45 minutes divisée en 6 pistes, dont les durées sont également les titres des morceaux. 
Lux, cinquième album est enregistré au Kerwax studios en juillet 2023 et sort en septembre 2024.  

## Style musical
La musique du groupe, instrumentale, est difficile à cataloguer. Il comprend des éléments de rock psychédélique, de krautrock, de black metal, de noise-rock et de zeuhl. Ils nomment leur style « occult rock ». 
L'esthétique du groupe, austère, sombre et mystique, privilégie le noir et blanc. L'emploi de signes ésotériques et alchimiques est récurrent, et l'on retrouve d'ailleurs sur tous leurs disques le A de l'alphabet énochien, dont ils ont fait leur symbole.

## Discographie

### Albums studio
- 2007 : Descension
- 2009 : Finsternis
- 2012 : Occult Rock
- 2016 : Voix
- 2024 : Lux

### Autres
- 2006 : Aluk Todolo (7" ep)
- 2010 : On the Powers of the Sphinx (4 way split)
- 2011 : Live at the Music Hall of Williamsburg the first of October MMIX (cassette - enregistrement live)
- 2011 : A collaboration (with Der Blutharsch et the Infinite Church of the Leading Hand)
- 2011 : Ordre (10" ep)
- 2017 : Archives Vol.1 (12" LP d'inédits et enregistrements en répétitions)